# 장락
장락(長樂)은 중국 후연(後燕) 소무제(昭武帝)의 두 번째 연호이다. 399년에서 401년 7월까지 2년 7개월 동안 사용하였다.
같은 시기에 사용된 다른 연호로는 동진(東晉)에서 사용한 융안(隆安 : 397년 ~ 401년), 후진(後秦)에서 사용한 황초(皇初 : 394년 ~ 399년), 홍시(弘始 : 399년 ~ 416년), 서진(西秦)에서 사용한 태초(太初 : 388년 ~ 400년), 후량(後凉)에서 사용한 용비(龍飛 : 396년 ~ 399년), 함녕(咸寧 : 399년 ~ 401년), 신정(神鼎 : 401년 ~ 403년), 북량(北凉)에서 사용한 신새(神璽 : 397년 ~ 399년), 천새(天璽 : 399년 ~ 401년), 영안(永安 : 401년 ~ 412년), 남량(南凉)에서 사용한 태초(太初 : 397년 ~ 399년), 건화(建和 : 400년 ~ 402년), 남연(南燕)에서 사용한 건평(建平 : 400년 ~ 405년), 서량(西凉)에서 사용한 경자(庚子 : 400년 ~ 404년), 북위(北魏)에서 사용한 천흥(天興 : 398년 ~ 404년)이 있다. 중국 이외의 다른 국가에서 사용한 연호로는 고구려(高句麗)에서 사용한 영락(永樂 : 391년 ~ 412년)이 있다.

## 개원
건평(建平) 2년 1월 26일(399년 3월 19일)에 연호를 장락(長樂)으로 개원함.

## 연대대조표
| 장락                | 원년                           | 2년             | 3년                 |
| 서력                | 399년                          | 400년           | 401년               |
| 육십간지 (六十干支) | 기해(己亥)                     | 경자(庚子)      | 신축(辛丑)          |
| 동진 (東晉)         | 융안(隆安) 3년                 | 4년             | 5년                 |
| 후진 (後秦)         | 황초(皇初) 6년 홍시(弘始) 원년 | 2년             | 3년                 |
| 서진 (西秦)         | 태초(太初) 12년                | 13년            | -                   |
| 후량 (後凉)         | 용비(龍飛) 4년 함녕(咸寧) 원년 | 2년             | 3년 신정(神鼎) 원년 |
| 북량 (北凉)         | 신새(神璽) 3년 천새(天璽) 원년 | 2년             | 3년 영안(永安) 원년 |
| 남량 (南凉)         | 태초(太初) 3년                 | 건화(建和) 원년 | 2년                 |
| 남연 (南燕)         | -                              | 건평(建平) 원년 | 2년                 |
| 서량 (西凉)         | -                              | 경자(庚子) 원년 | 2년                 |
| 북위 (北魏)         | 천흥(天興) 2년                 | 3년             | 4년                 |
| 고구려 (高句麗)     | 영락(永樂) 9년                 | 10년            | 11년                |

## 같이 보기
- 중국의 연호